# Liste der Biografien/Grof
Liste der Biografien |
Portal Biografien |
Personensuche
# |
A |
B |
C |
D |
E |
F |
G |
H |
I |
J |
K |
L |
M |
N |
O |
P |
Q |
R |
S |
T |
U |
V |
W |
X |
Y |
Z |
?
 
Ga |
Gb |
Gc |
Gd |
Ge |
Gf |
Gh |
Gi |
Gj |
Gk |
Gl |
Gm |
Gn |
Go |
Gp |
Gq |
Gr |
Gs |
Gu |
Gv |
Gw |
Gy |
Gz
 
Gra |
Grb–Grd |
Gre |
Grg |
Gri |
Grj |
Grk |
Grl |
Grm |
Gro |
Grs |
Gru |
Gry |
Grz
 
Groa |
Grob |
Groc |
Grod |
Groe |
Grof |
Grog |
Groh |
Groi |
Groj |
Grok |
Grol |
Grom |
Gron |
Groo |
Grop |
Gros |
Grot |
Grou |
Grov |
Grow |
Groy |
Groz
Die Liste der Biografien führt alle Personen auf, die in der deutschsprachigen Wikipedia einen Artikel haben. Dieses ist eine Teilliste mit 16 Einträgen von Personen, deren Namen mit den Buchstaben „Grof“ beginnt.

## Grof
- Grof, Elmar (* 1969), deutscher Basketballspieler
- Grof, Guillielmus de († 1742), flämischer Bildhauer
- Grof, Jonas (* 1996), deutscher Basketballspieler
- Gróf, Ödön (1915–1997), ungarischer Schwimmer
- Gróf, Péter (* 1956), ungarischer Mittelalterarchäologe und Hochschullehrer
- Grof, Stanislav (* 1931), tschechischer Medizinphilosoph und Psychiater

### Grofe
- Grofé, Ferde (1892–1972), US-amerikanischer Komponist, Arrangeur und Dirigent

### Groff
- Groff, Jean-François (* 1968), französischer Telekommunikationsinginieur und Internetpionier
- Groff, Joël (* 1968), luxemburgischer Fußballspieler
- Groff, Jonathan (* 1985), US-amerikanischer SchauspielerJonathan Groff (* 1985)

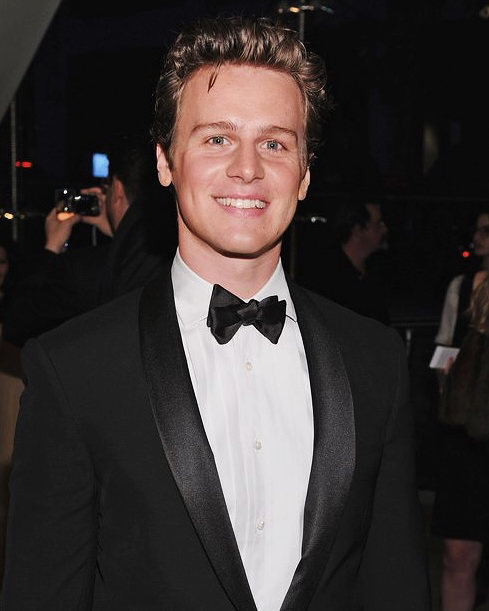
Jonathan Groff (* 1985)

- Groff, Lauren (* 1978), US-amerikanische Schriftstellerin
- Groffmann, Heinrich (1920–2001), deutscher SS-Unterscharführer

### Grofm
- Grofman, Bernard (* 1944), US-amerikanischer Politikwissenschaftler
- Grofmeier, Sabine (* 1973), deutsche Klarinettistin

### Grofo
- Grofová, Alica (* 1952), tschechoslowakische Tischtennisspielerin
- Grófová, Iveta (* 1980), slowakische Regisseurin, Drehbuchautorin und Produzentin